# Los Angeles Lakers 1989-1990
La stagione 1989-90 dei Los Angeles Lakers fu la 41ª nella NBA per la franchigia.
I Los Angeles Lakers vinsero la Pacific Division della Western Conference con un record di 63-19. Nei play-off vinsero il primo turno con gli Houston Rockets (3-1), perdendo poi la semifinale di conference con i Phoenix Suns (4-1).

## Roster
| N° | Naz.                   | Ruolo | Sportivo          | Anno | Alt. | Peso |
| -- | ---------------------- | ----- | ----------------- | ---- | ---- | ---- |
| 0  | Stati Uniti (bandiera) | A     | Orlando Woolridge | 1959 | 206  | 98   |
| 3  | Stati Uniti (bandiera) | A     | Jay Vincent       | 1959 | 201  | 100  |
| 4  | Stati Uniti (bandiera) | G     | Byron Scott       | 1961 | 191  | 88   |
| 10 | Stati Uniti (bandiera) | G     | Larry Drew        | 1958 | 185  | 77   |
| 12 | Jugoslavia (bandiera)  | C     | Vlade Divac       | 1968 | 216  | 110  |
| 21 | Stati Uniti (bandiera) | GA    | Michael Cooper    | 1956 | 196  | 77   |
| 24 | Regno Unito (bandiera) | A     | Steve Bucknall    | 1966 | 198  | 98   |
| 31 | Stati Uniti (bandiera) | A     | Mark McNamara     | 1959 | 211  | 107  |
| 32 | Stati Uniti (bandiera) | GA    | Magic Johnson     | 1959 | 203  | 98   |
| 42 | Stati Uniti (bandiera) | AC    | James Worthy      | 1961 | 206  | 102  |
| 43 | Bahamas (bandiera)     | AC    | Mychal Thompson   | 1955 | 208  | 103  |
| 45 | Stati Uniti (bandiera) | AC    | A.C. Green        | 1963 | 206  | 100  |
| 49 | Stati Uniti (bandiera) | A     | Mel McCants       | 1967 | 203  | 109  |
| 55 | Stati Uniti (bandiera) | A     | Mike Higgins      | 1967 | 206  | 100  |
| 55 | Stati Uniti (bandiera) | C     | Jawann Oldham     | 1957 | 213  | 98   |

## Staff tecnico
- Allenatore: Pat Riley
- Vice-allenatori: Bill Bertka, Jim Eyen, Randy Pfund
- Preparatore atletico: Gary Vitti